# روبي دياز
روبي دياز (بالإنجليزية: Robbie Deas)‏ هو لاعب كرة قدم إسكتلندي يلعب كمدافع مع نادي إنفيرنيس كاليدونيال ثيسل.